# 1712 Ангола
1712 Ангола (енгл. 1712 Angola) је астероид главног астероидног појаса. Приближан пречник астероида је 59,48 km,
а средња удаљеност астероида од Сунца износи 3,176 астрономских јединица (АЈ).
Инклинација (нагиб) орбите у односу на раван еклиптике је 19,322 степени, а орбитални период износи 2068,152 дана (5,662 година). Ексцентрицитет орбите астероида износи 0,147.
Апсолутна магнитуда астероида износи 9,80 а геометријски албедо 0,060.
Астероид је откривен . 1935. године.